# ハインリヒ1世 (ドイツ王)
ハインリヒ1世（Heinrich I., 876年 - 936年7月2日）はザクセン朝の初代東フランク王（ドイツ王、在位：919年 - 936年）、元はザクセン公（在位：912年 - 936年）。それまでのフランク王国において行われてきた分割相続の慣例を廃し、世代を越えた永続的な国家領域を形成する基礎を築いた。また、マジャル人に対する防衛戦に成功し、北方のデーン人、東方の西スラヴ人と戦い、王国領土を拡張させた。

## 前半生
父はザクセン人の部族大公で、リウドルフィング家のオットー貴顕公（836年頃 - 912年）、母はバーベンベルク家のオストマルク東方辺境伯ハインリヒの娘ハトヴィヒ（? - 903年）である。父はザクセン地方のうちでも、東ザクセン（現在のザクセン＝アンハルト州西部）に勢力基盤を有していた。一方、母方のバーベンベルク家はフランケンにおける主導権をめぐり、テューリンゲンのラーンガウ伯のコンラディン家（コンラート家）と抗争を続けていたが、906年に決定的な敗北をし、その結果フランケンの大公位はコンラディン家のコンラート（小コンラート、後の東フランク王コンラート1世若王）が確保し、バーベンベルク家は衰退し、オーストリア公のみ確保した。
この年、ハインリヒは、東ザクセンのメルゼブルク（Merseburg）の伯エルヴィンの娘ハーテブルク（Hatheburg）と最初の結婚をし、この結婚によりメルゼブルクを含む莫大な嫁資を得た。2人の間には長男タンクマールが誕生したが、最初の夫と死別し修道院に入っていたハーテブルクとの結婚にはもともと教会の反対があり、ハインリヒは909年にハーテブルクと離婚した。しかし、ハーテブルクの嫁資はタンクマールに相続させるとして返還しなかった。ハインリヒは同年のうちに、ウィドゥキントを祖とするイメディング家出身で、西ザクセン（ヴェストファーレン）の伯ディートリヒの娘マティルデ（895年頃 - 968年）と再婚する。ハインリヒはマティルデの美しさに魅せられ、ハーテブルクを修道院に放り込んだと言われる。この婚姻により、ハインリヒは北ドイツ中枢部における権力基盤を固めることになった。2人の間には3男2女が生まれる。
911年9月24日、東フランク王国のカロリング朝最後の王ルートヴィヒ4世（幼童王）が嗣子を残さず死去したため、11月10日に東フランク王国の有力貴族らは、新しい王としてフランケン公コンラート1世を選出した。オットーとハインリヒ父子が率いるザクセン人もコンラートの即位自体には賛成したが、これに服従することを拒絶し、またテューリンゲンにおける領有権をめぐって、フランケン人との間で武力衝突が続いた。
912年11月30日、父オットーが死去し、ハインリヒは公位を継承するが、東フランク王コンラート1世はこれを承認しなかった。両者の間での紛争は続き、ハインリヒは東フランク王国からのザクセン独立の動きも見せた。結局、915年にゲッティンゲン近郊のグローナ城において和平協定が結ばれる。ハインリヒは、国王から正式に公位継承を認められ、さらにザクセン（テューリンゲンを含む）における国王の権力行使が名目的なものに留まることの確約を得た。さらに、918年12月23日に国王コンラートが死去した後、ハインリヒは、コンラート1世の弟エーバーハルト3世から、帝国権標を受け取った。これはコンラート1世の遺言にもとづくもので、国内最強の大公であるハインリヒを次の王として推挙する意思の表明を意味した。919年5月、フランケンとザクセンの貴族がフリッツラー（Fritzlar）に集まり、先王の遺言どおり、ハインリヒを新国王として選出した。国王はフランク人からという伝統に反し、初めてザクセン人であるハインリヒが新国王となることで、東フランク王国は大きな節目を迎え、ドイツ王国の成立へと向かっていくこととなる。

## 治世

### 国王即位
ハインリヒは919年に即位式を行うが、高位聖職者（マインツ大司教ヘリガー）による塗油（Anointing）を拒絶した。即位式における塗油は、カロリング朝のピピン3世（小ピピン）の即位式以来の伝統で、地上における統治権を神から授かることの象徴的行為とみなされてきた。ハインリヒの次以降の王は即位式における塗油を行っており、彼だけがなぜ行わなかったのかは、議論の対象となっている。
ハインリヒの国王即位について、シュヴァーベンとバイエルンの両部族は国王選出には参加しなかった。そればかりかバイエルンにおいては、バイエルン公アルヌルフを対立王として選出した。ハインリヒは、まず919年にシュヴァーベン公ブルヒャルト2世から戦わずして臣従の誓いを勝ち取り、次に921年にバイエルン公アルヌルフを降し、両者から国王として承認を得た。921年には、西フランク王シャルル単純王との間でボンにおいて条約を締結し、その中でハインリヒは「東フランク人の王（rex orientalium francorum)」として公式に承認された。また、ロートリンゲン公領は、東フランク王国におけるカロリング朝が断絶した時点で、西フランク王国のカロリング朝君主であるシャルル単純王を自らの国王として選択し、東フランクから西フランクへと帰属を変えていた。ハインリヒは923年にロートリンゲンへ軍を進めたもののこのときはあえなく撃退され、925年に再度進撃してようやくロートリンゲンを再び東フランクへと取り戻すことに成功した。そして、928年にロートリンゲンの有力貴族ギゼルベルトをロートリンゲン公に任命し、娘ゲルベルガを嫁がせた。こうして、東フランク王国（ドイツ王国）は、フランケン、ザクセン、シュヴァーベン、バイエルン、ロートリンゲンの5つの公領で構成されることとなった。

### 軍事
ハインリヒにとって、国内を平定した次に対処しなければならなかったのが、隣接する他民族との問題であった。
東フランク王国は、9世紀後半以降、特に王国南東部をマジャル人（ハンガリー人）による襲撃に侵され、カール大帝によって現在のオーストリアおよびハンガリーのドナウ川以西に設置されたマルク（辺境領）は壊滅した。マジャール人の攻撃は、領土の拡張よりもむしろ戦利品の獲得を目的とし、また、騎馬を使って移動するため、国境付近の町だけでなく、東フランクの中心部にまで及んだ。例えば、915年にはブレーメンが被害にあっている。しかし、特に被害が多いのはバイエルン東部やザクセン南東部であった。前王コンラートは、これに対して有効な手段を講ずることができなかった。ハインリヒは926年に、捕虜の返還と貢納金の支払を約束して、マジャール人と9年間の休戦協定を結ぶことに成功した。彼はこの期間を有効に使い、強固な砦を築き、軍の武装を整備し、訓練を繰り返した。特に、騎馬を用いるマジャール人に対抗するため騎兵の強化に力を入れた。
その一方で、927年から929年にかけて、エルベ川を越えて、西スラヴ系の人々が定住する地域を国土に加えた。928年にブレンナボル（現在のブランデンブルク）の町を攻略し、ザクセン領を東へ広げる。929年にはエルベ川沿いのマイセンに城を建設し、マジャール人とスラヴ人からの防衛拠点とした。また同年、プシェミスル家のヴァーツラフ1世が統一を進めるボヘミアへも侵攻し、フランク王の宗主権を認めさせた。

1850年に描かれた929年のハインリヒ1世の想像図

基礎固めを終えたハインリヒは、休戦協定の期限が切れる前の933年に、全部族連合軍を率いてウンシュトルト川沿岸のリアデ（リッテブルク）においてマジャール軍と戦闘、これに大勝した。マジャール人の襲撃はこれ以降も続くが、この勝利によりハインリヒは国王としての威信を強化することができた。また、各部族が共同して外敵にあたるという経験は、ドイツ民族としての同胞意識を形成・発展させる効果をもたらしたと考えられている。さらに、このマジャール人との戦いを通じて、軍隊の構成が歩兵主体から騎兵主体へと転換していくことになる。
934年には、ザクセンの北側のユトランド半島へ進撃、かつてゴズフレズにより対ザクセンへの防御目的で建設されたヘーゼビューでデーン人を撃ち破り、アイダー川とシュライ川（Schlei）とに挟まれた地域を支配下に入れた。

### 内政
ハインリヒは、各部族大公に対する国王の関係を「同輩中の首席（Primus inter pares）」と位置づけ、各地方における大公の教会支配権その他の自治権を最大限認めることを基本方針とした。したがって、ハインリヒは、東フランク王国の国王としてよりも、ザクセン公として主に活動していた。ザクセンおよびテューリンゲンの各都市の防御を固め、マイセンなど新たに攻め取った領土に多数の砦を築くとともに、ザクセン人の封臣を入植させた。
ハインリヒは、929年9月16日、クヴェードリンブルクの王宮において、王位継承に関する王令を発布する。フランク王国では、複数の子がある場合は分割相続を原則としてきたが、ハインリヒはこれを単独相続にあらため、分割による王権の弱体化を防ぐこととした。929年（あるいは930年）に、次男オットーに、イングランド王アゼルスタンの異母妹エドギタ（Edgitha、エディタ Editha とも）を娶らせた後、935年のエアフルトでの王国会議において、オットーを次期国王に指名した。

## 聖槍

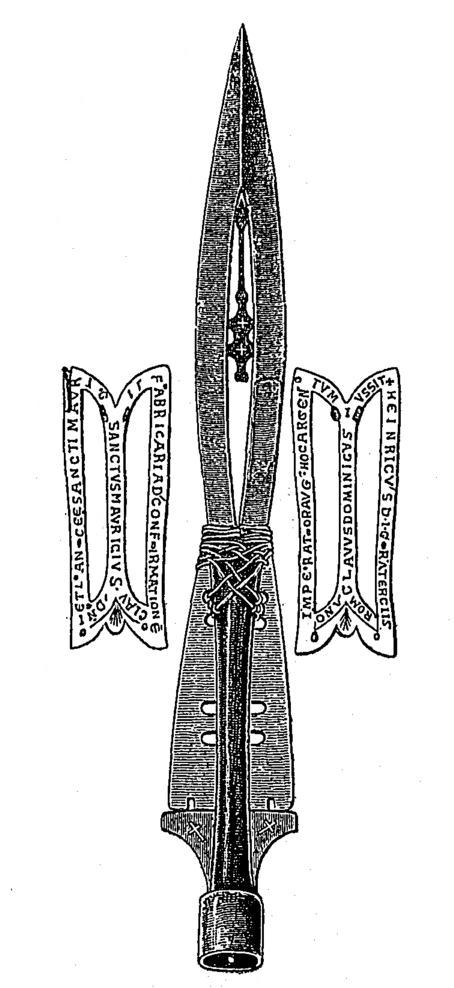
ウィーン、ホーフブルク宮殿所蔵の聖槍の図

ハインリヒは、926年にブルグント王ルドルフ2世から、東フランク王国南西端部にあたるバーゼル周辺の領土を引き換えにして、聖槍を譲り受けた。「ロンギヌスの槍」とも「聖マウリティウスの槍」とも、あるいは「運命の聖槍」とも呼ばれるこの槍（の穂）は、ハインリヒ以降の歴代国王すなわちローマ王に受け継がれてハプスブルク家へと渡り、現在、ウィーンのホーフブルク宮殿にある宝物館に収蔵されているものと同一のものとされている。
ハインリヒ、そして彼の子オットーは、東フランクの部族連合軍を率いてマジャール軍と戦う際に、勝利を招く霊宝としてこの聖槍を陣頭に掲げた。

## 死去とその後

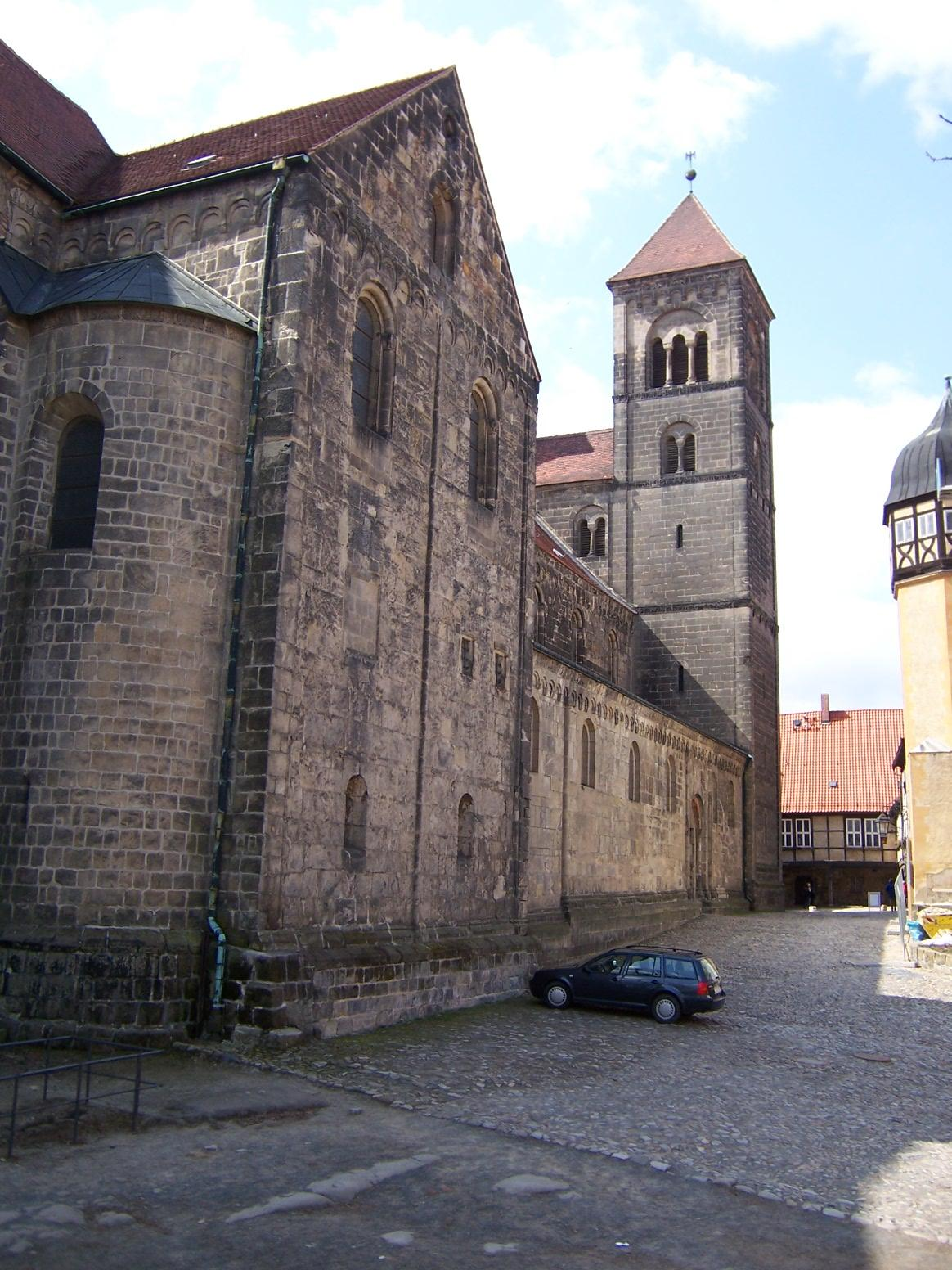
世界遺産、聖セルヴァティウス教会。ハインリヒはこの聖堂地下墓地に眠る。

936年7月2日、ハインリヒは、狩りの最中に卒中で倒れ、メムレーベン（Memleben）の王宮で死去した。彼の妻マティルダは、彼の死後、ザクセン貴族の娘たちのために、クヴェードリンブルクに女子修道院（後に、聖セルヴァティウス教会（Stiftskirche St. Servatius）となる）を創設し、初代院長となった。ハインリヒとマティルダは、この教会付属聖堂の地下室に一緒に埋葬されている。
ハインリヒの指名は尊重され、次男オットーが国王に選出され即位するが、まもなくバイエルンやフランケンの大公らと対立するようになり、大公らはオットーの兄タンクマールや弟ハインリヒを擁立して内乱になった。さらに、3年ほどおとなしくしていたマジャール人も、防衛体制が崩れた東フランクへの襲撃活動を再開した（詳細はオットー1世 (神聖ローマ皇帝) を参照）。

## 年譜
- 876年 誕生。
- 906年 ハーテブルクと結婚。
- 909年 離婚。マティルダと再婚。
- 912年 父死去、ザクセン公を嗣ぐ。
- 915年 国王コンラート1世と和議成立。
- 919年 国王に即位。シュヴァーベン公ブルヒャルト2世を降伏させる。
- 921年
  - バイエルン公アルヌルフを降伏させる。
  - 西フランク王シャルル3世から、東フランク王として承認を受ける。
- 925年 ロートリンゲンを東フランク王国へ取り戻す。
- 926年
  - マジャール人と休戦協定締結。
  - ブルグント王ルドルフ2世から聖槍を譲り受ける。
- 928年 スラヴ人の町ブランデンブルクを攻略。
- 929年
  - 王位継承に関する王令発布、分割相続を禁止。
  - マイセンに城を築く。
  - ボヘミアヘ侵攻、ヴァーツラフ1世に宗主権を認めさせる。
- 933年 リアデの戦い。部族連合軍を率いてマジャール人に勝利する。
- 934年 ユトランド半島でデーン人に勝利する。
- 935年 王国会議において次男オットーを次の王に指名する。
- 936年 死去。

## 人物

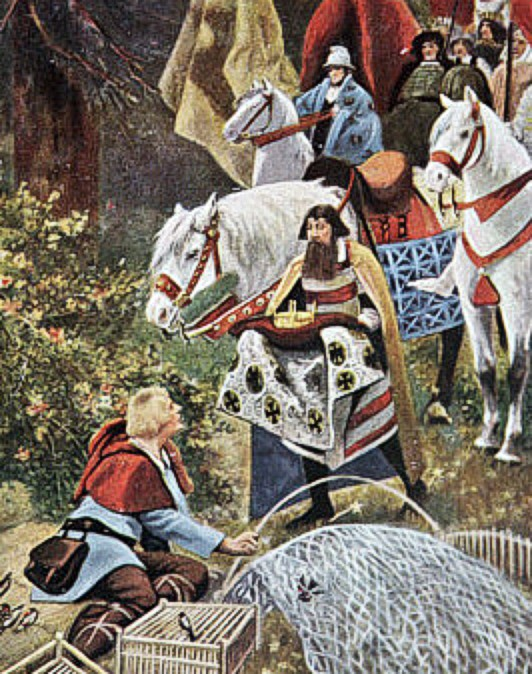
「捕鳥王」の名の由来となった伝説の場面を描いた、ヘルマン・フォーゲル(1855-1921)の1900年の作品。左の人物がハインリヒで、中央の人物が王冠を捧げている。

狩猟を好み、王に選ばれたことを伝える使者が彼の元に到着したときにも野鳥を捕獲するために網で罠を仕掛けていた最中だったという伝承があり、そのため、ハインリヒ捕鳥王（ドイツ語: Heinrich der Vogler, Heinrich der Finkler, ラテン語: Henricius Auceps）とのあだ名がつけられた。狩猟王と訳されることもある。
ヨハン・フォーグルの詩によるカール・レーヴェの歌曲「鳥刺し王ハインリヒ Heinrich der Vogler」作品56-1はこの逸話に基づく。

## 子女
最初の妃ハーテブルク（メルゼブルクの伯エルヴィンの娘）との間に1男を儲けた。
- タンクマール（生年不明 - 938年） - 父ハインリヒの死後、フランケン大公エーバーハルト、バイエルン大公エーバーハルトと同盟を組み、王位を要求して弟オットーと戦い、戦死。

マティルデとの間に、3男2女がいる。
- オットー（912年 - 973年） - 東フランク王、皇帝
- ゲルベルガ（913年 - 969年） - 928年にロートリンゲン大公ギゼルベルトと結婚するが死別。939年に西フランク王ルイ4世と再婚。ロテールの母。
- ハトヴィヒ（914/920年 - 959年） - 937年頃、フランキアのユーグ大公と結婚。フランス王ユーグ・カペーの母。
- ハインリヒ（920年頃 - 955年） - ロートリンゲン大公（939年 - 940年）のちバイエルン大公（947年 - 955年）
- ブルーノ（925年-965年） - ケルン大司教（953年 - 965年）、ロートリンゲン大公（954年 - 965年）